# Rambo: Last Blood
Rambo: Last Blood is een Amerikaanse actiefilm uit 2019. Het is de vijfde film over oorlogsveteraan John James Rambo gespeeld door Sylvester Stallone.

## Plot
John Rambo gaat in Mexico op zoek naar zijn vermiste geadopteerde dochter.

## Rolverdeling
- Sylvester Stallone - John J. Rambo
- Paz Vega - Carmen Delgado
- Sergio Peris-Mencheta - Hugo Martinez
- Adriana Barraza - Maria Beltran
- Yvette Monreal - Gabrielle
- Joaquín Cosío - Don Manuel
- Óscar Jaenada - Victor Martinez
- Pascacio Lopez - El Flaco
- Louis Mandylor - Sheriff
- Fenessa Pineda - Gizelle
- Marco de la O - Manuel

## Ontvangst
De film ontving zeer slechte recensies. Veel recensenten hadden problemen met de xenofobische weergave van Mexico. David Morrell, de bedenker van Rambo, heeft ook publiekelijk afstand genomen van de film. Ondanks dit alles was de film toch een bioscoopsucces. De film was genomineerd voor 8 Razzies waarvan hij er 2 won.